# Douglas Fairbanks, Jr.

Douglas Elton Fairbanks Jr. (Nueva York, 9 de diciembre de 1909-Nueva York, 7 de mayo de 2000) fue un actor estadounidense, condecorado oficial por la Armada de los Estados Unidos durante la Segunda Guerra Mundial. Es conocido por protagonizar películas como El prisionero de Zenda (1937), Gunga Din (1939) y Los hermanos corsos (1941). Era hijo del actor Douglas Fairbanks y estuvo casado con Joan Crawford.

## Biografía
Douglas Elton Fairbanks Jr. nació en la ciudad de Nueva York en 1909. Fue hijo único del actor Douglas Fairbanks y Anna Beth Sully, hija del acaudalado industrial Daniel J. Sully. El padre de Fairbanks fue uno de los primeros íconos del cine, conocido por películas de aventuras de capa y espada como La marca del Zorro, Robin Hood y El ladrón de Bagdad . Fairbanks tuvo pequeños papeles en las películas de su padre, Aristocracia americana (1916) y Los tres mosqueteros (1921).
Sus padres se divorciaron cuando él tenía nueve años, y ambos se volvieron a casar. Vivió con su madre en California, París y Londres.
Fairbanks comenzó su educación en la exclusiva Hollywood School for Boys de Los Ángeles. Después de que su madre y su padrastro se mudaran a Nueva York, asistió a la Bovee School, un colegio privado para chicos. Mientras asistía a Bovee, también se matriculó en una academia de instrucción extraescolar llamada Knickerbocker Greys, a la que asistió durante un año mientras estaba asignado al cuerpo de tambores. Después de regresar a California, asistió a la Harvard Military School, seguido de estudios en la Polytechnic School en Pasadena. Después de que su madre y él se mudaran a Francia, Fairbanks asistió al Lycée Janson-de-Sailly.

## Trayectoria
En gran parte gracias al apellido de su padre, en mayo de 1923, Fairbanks Jr. consiguió un contrato con Paramount Pictures a los 13 años, por 1000 dólares semanales durante tres años. Firmó con Jesse L. Lasky, quien dijo que el joven Fairbanks "es el típico chico estadounidense en su mejor momento" y que probablemente aparecería en una película sobre Tom Sawyer.
Tras hacer algunas películas poco relevantes, se dedicó al teatro, donde impresionó a su padre, a su madrastra Mary Pickford y a Charlie Chaplin, quienes le estimularon a seguir actuando.

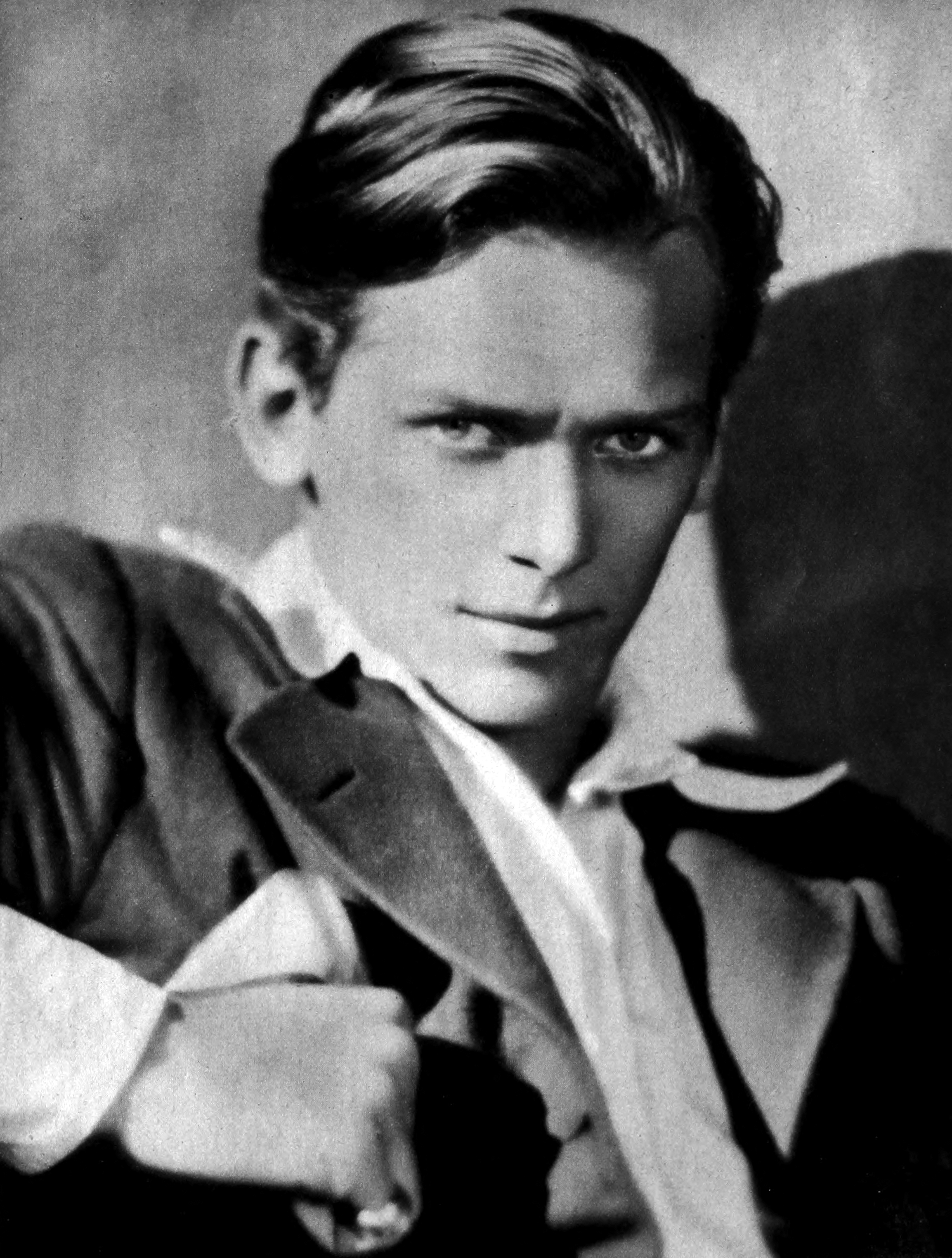
Douglas Fairbanks Jr. 1928

Su carrera se inició en el cine mudo. Era muy atractivo, y al principio interpretaba papeles secundarios en filmes interpretados por muchas de las primeras actrices de la época, como por ejemplo Belle Bennett en Stella Dallas (1925), Esther Ralston en An American Venus (1926) y Pauline Starke en Women Love Diamonds (1927). En los últimos años del cine mudo llegó a protagonizar varias películas anteriores al código de conducta de los años treinta junto a Loretta Young, y con Joan Crawford trabajó en Our Modern Maidens (1929). Intervino junto a John Gilbert y Greta Garbo en A Woman of Affairs (1929). Ya en la época sonora, actuó con Katharine Hepburn en el film por el cual ella ganó un Premio Oscar Morning Glory (1933).
Con Outward Bound (1930), The Dawn Patrol (La escuadrilla del amanecer) (1930), El pequeño César / Hampa dorada (Little Caesar, 1931), y Gunga Din (1939), su carrera consiguió tener un mayor éxito comercial.
Fairbanks se reencontró con Howard en ¡Capturados! (1933). En 1934, Warner pidió a todas sus estrellas que aceptaran una reducción salarial del 50 % debido a la Depresión. Fairbanks Jr. se negó y fue despedido del estudio. Recibió una oferta de trabajo de Gran Bretaña y pasó los siguientes años allí,  estableciéndose en Park Lane, Londres.
Tenía la intención de regresar a Hollywood para aparecer en Diseño para Vivir, pero enfermó y fue reemplazado por Gary Cooper. Finalmente regresó a Hollywood para Éxito a Cualquier Precio (1934) en la RKO, y luego regresó a Londres para Mimi (1935). Esta última fue protagonizada por Gertrude Lawrence , quien se involucró sentimentalmente con Fairbanks Jr.  Anunció que haría Zorro Rides Again con su padre.

## Matrimonios
Su primera relación notable fue con la actriz Joan Crawford, con quien se comprometió durante el rodaje de Our Modern Maidens. El 3 de junio de 1929 se casaron en Nueva York. Fairbanks y Crawford se casaron el 3 de junio de 1929 en la "Capilla de los Actores", iglesia católica de San Malaquías en el centro de Manhattan, aunque ninguno de los dos era católico. Él era menor de edad, por lo que dio como año de su nacimiento el de 1908, contabilizando de ese modo 21 años de edad. Fueron en luna de miel a Inglaterra, donde él fue recibido por Noel Coward y el Príncipe Jorge, duque de Kent. Fairbanks se mostró interesado en la alta sociedad y en la política, pero para entonces Crawford estaba más interesada en su carrera y en su nuevo affaire con Clark Gable. La pareja se divorció en 1933. A pesar del divorcio, Fairbanks y Crawford mantuvieron una buena relación.
El 22 de abril de 1939 se casó con Mary Lee Hartford, anterior esposa de Huntington Hartford, heredero de la Atlantic & Pacific Tea Company. Douglas y Mary Lee permanecieron juntos casi cincuenta años, hasta la muerte de ella en 1988. Tuvieron tres hijas, Daphne, Victoria y Melissa.
Su última boda tuvo lugar el 30 de mayo de 1991, se casó con Vera Shelton, comercializadora de QVC Network Inc. El matrimonio duró hasta el fallecimiento de él.

## Segunda Guerra Mundial
En 1940 el presidente de los Estados Unidos Franklin Delano Roosevelt le nombró enviado especial a la Special Mission en América del Sur. 
Aunque celebrado como actor, el legado más importante de Fairbanks fue un secreto oculto durante décadas. Con el inicio de la Segunda Guerra Mundial, Fairbanks fue comisionado a la Armada de los Estados Unidos y asignado al personal a las órdenes de Louis Mountbatten en Inglaterra.

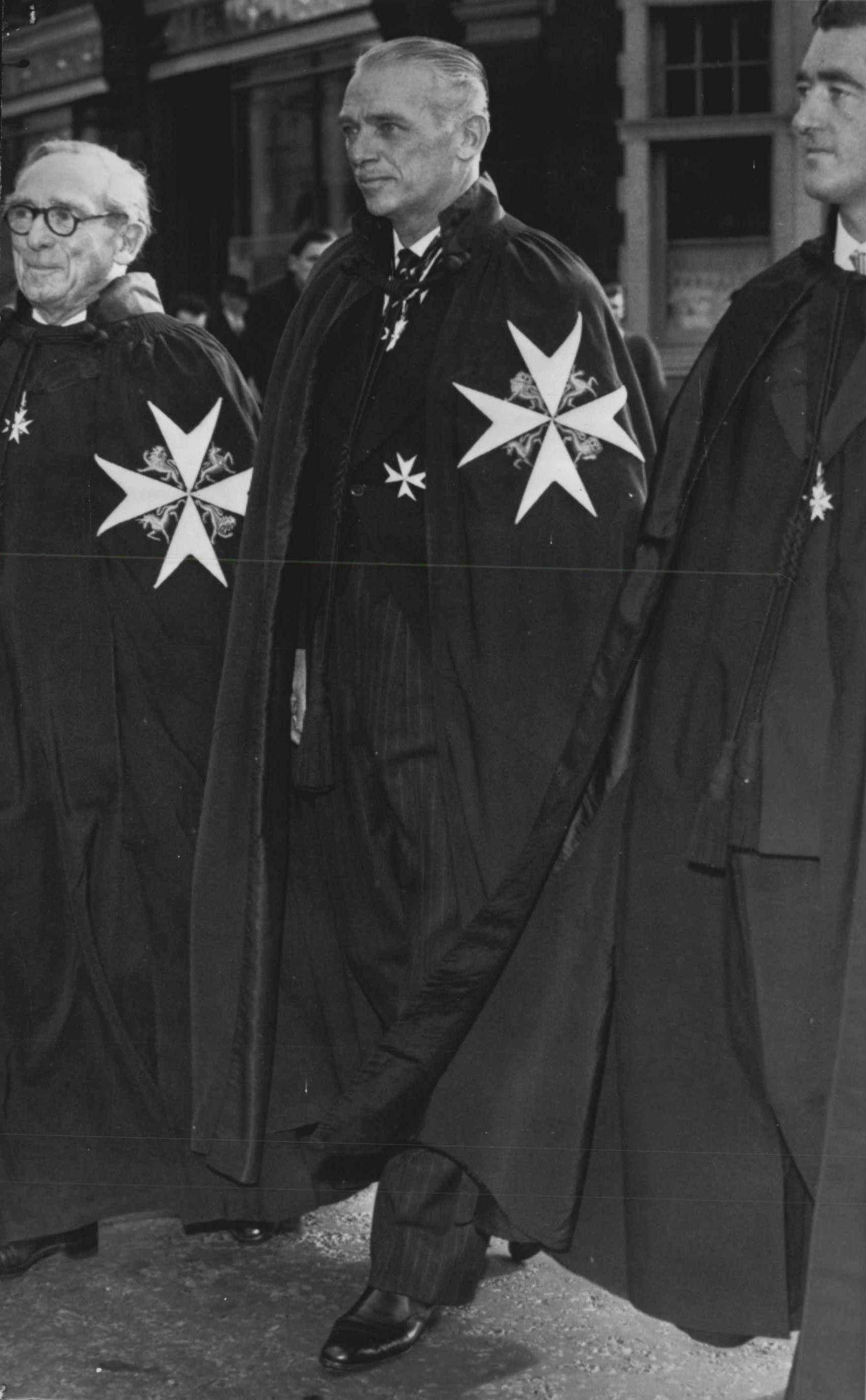
Douglas Fairbanks, Jr. durante una procesión.

Habiendo sido testigo (y participado) del entrenamiento británico y de las operaciones de acoso y de cruce del Canal de la Mancha, con énfasis en el arte militar del engaño, Fairbanks consiguió un profundo conocimiento del mismo, por entonces no conocido en la Armada estadounidense. El Teniente Fairbanks fue posteriormente transferido a Virginia Beach, donde quedó bajo las órdenes del Almirante H. Kent Hewitt, que estaba preparando a las fuerzas navales para la invasión del norte de África. Fairbanks convenció a Hewitt de las ventajas de disponer de una unidad similar, y el Almirante Hewitt llevó a Fairbanks a Washington D. C. para presentar la idea al Jefe de las Operaciones Navales, Almirante Ernest King.  Fairbanks tuvo éxito y King encargó el reclutamiento de 180 oficiales y 300 hombres para llevar a cabo el programa Beach Jumper.  
La misión Beach Jumpers simularía desembarcos anfibios con una fuerza muy limitada. Operando a docenas de kilómetros de las playas de desembarco reales y utilizando equipo de camuflaje, los Beach Jumpers harían creer al enemigo que la de ellos era la verdadera playa de desembarco, consiguiendo así distraer a una parte de las fuerzas contrarias.  
Los Beach Jumpers de la Armada tuvieron su primera acción real en la Operación Husky, la invasión de Sicilia. Durante el resto de la guerra, los Beach Jumpers llevaron a cabo sus peligrosas operaciones en aguas poco profundas por todo el Mar Mediterráneo.  
Por su planificación de las operaciones engaño y diversión y por su participación en el asalto anfibio del sur de Francia, Fairbanks fue galardonado con la Legión al Mérito con V de valor de la Armada de los Estados Unidos, la Cruz de Guerra Italiana al Valor Militar, la Legión de Honor y la Cruz de Guerra francesas, así como la británica Cruz por Servicios Distinguidos. Fairbanks también recibió la Estrella de Plata estadounidense por su valor mientras sirvió con los PT Boat, y en 1942, fue nombrado Oficial de la Orden Nacional de la Cruz del Sur, otorgada por el gobierno brasileño.
Además, fue nombrado CBE en 1949. Fairbanks permaneció en la Naval Reserve tras la guerra y finalmente se retiró como capitán en 1954.

## Años posteriores a la guerra
Fairbanks volvió a Hollywood al finalizar la Segunda Guerra Mundial, y disfrutó del éxito participando como el anfitrión del programa de televisión Douglas Fairbanks Jr. Theater.  
Fairbanks era un anglófilo confirmado y pasó parte de su vida en el Reino Unido, donde era muy conocido en la alta sociedad. Entre 1954 y 1956 hizo varias películas de media hora de duración en uno de los más pequeños estudios Elstree como parte de una serie para televisión llamada "Douglas Fairbanks Jr. Presents". El College of Arms de Londres concedió a Fairbanks un escudo de armas simbolizando a los Estados Unidos y Gran Bretaña unidos a través del azul del Océano Atlántico por un nudo de seda en señal de amistad.

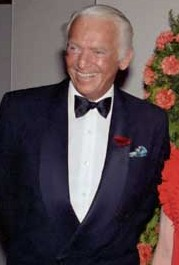
Douglas Fairbanks Jr.

Tuvo buena amistad con el legendario actor teatral y cinematográfico Sir Laurence Olivier, y fue uno de los participantes en un documental de la serie "The South Bank Show" llamado Laurence Olivier: A Life.

## Muerte
Douglas Elton Fairbanks Jr. Falleció de un infarto agudo de miocardio en Nueva York a los 90 años de edad. Está enterrado en el cementerio Hollywood Forever de Hollywood, California, en la misma cripta que su padre.

## Legado
Fairbanks tiene dos estrellas en el Paseo de la Fama de Hollywood, una por su trabajo en el cine en el 6318 de Hollywood Boulevard y otra por su actividad televisiva en el 6665 de la misma vía.

## Filmografía parcial
- American Aristocracy (1916)
- Los tres mosqueteros (The Three Musketeers, 1921)
- Stephen Steps Out (1923)
- The Air Mail (1925)
- Montería salvaje (Wild Horse Mesa, 1925)
- Y supo ser madre (Stella Dallas, 1925)
- The American Venus (1926)
- Juventud contrariada (Padlocked, 1926)
- Los dos huérfanos de Hollywood (Broken Hearts of Hollywood, 1926)
- Man Bait (1927)
- La mujer adora los diamantes (Women Love Diamonds, 1927)
- Is Zat So? (1927)
- A Texas Steer (1927)
- Dead Man's Curve (1928)
- Modern Mothers (1928)
- La mina incendiada (The Toilers, 1928)
- El poder de una lágrima (The Power of the Press, 1928)
- The Barker (1928)
- La mujer ligera (A Woman of Affairs, 1928)
- Hollywood Snapshots #11 (1929) (corto)
- La máscara de hierro (The Iron Mask, 1929)
- The Forward Pass (1929)
- The Jazz Age (1929)
- Jugar con fuego (Our Modern Maidens, 1929)
- El show de los shows (The Show of Shows, 1929)
- El pequeño César / Hampa dorada (Little Caesar, 1931)
- I Like Your Nerve (1931)
- Union Depot (1932)
- Scarlet Dawn (1932)
- Los gángsters del aire (Parachute Jumper, 1933)
- Gloria de un día (Morning Glory, 1933)
- Catalina de Rusia (The Rise of Catherine the Great, 1934)
- Man of the Moment (1935)
- The Amateur Gentleman (1936)
- El prisionero de Zenda (The Prisoner of Zenda, 1937)
- El placer de vivir (Joy of Living, 1938)
- La sensación de París (The Rage of Paris, 1938)
- Lo mejor de la vida (Having Wonderful Time, 1938)
- Los alegres vividores (The Young in Heart, 1938)
- Gunga Din (1939)
- Green Hell (1940)
- Angels Over Broadway (1940)
- Justicia corsa (The Corsican Brothers, 1941)
- Simbad, el marino (Sinbad the Sailor, 1947)
- La conquista de un reino (The Exile, 1947)
- Historia macabra (Ghost Story, 1981)